# Luciano Pavarotti
Luciano Pavarotti, född 12 oktober 1935 i Modena i Emilia-Romagna, död 6 september 2007 i Modena, var en italiensk operasångare (tenor). Han anses som en av de största operatenorerna under hela 1900-talet.
Luciano Pavarotti debuterade på operascenen 29 april 1961 i rollen som Rodolfo i Puccinis La Bohème, i staden Reggio nell'Emilia, i norra Italien. Under 1960-talet blev han berömd för sina tolkningar av de stora klassiska tenorrollerna och befäste sin ställning under de följande årtiondena. Pavarotti medverkade, med några få undantag, endast i italienska operor där några av hans favoritkompositörer var Bellini, Donizetti, Verdi och Puccini.

## Biografi

### Familj
Luciano Pavarotti var son till bagaren och sångaren Fernando Pavarotti och Adele Venturi, vilken arbetade vid en cigarrfabrik. År 1961 gifte han sig med Adua Veroni. De fick de tre döttrarna Lorenza, Cristina och Giuliana. I december 2003 gifte han om sig med Nicoletta Mantovani, med vilken han fick dottern Alice. [källa behövs]

### Uppväxt och inledande musikstudier
Luciano Pavarotti växte upp i samhället Montale, sju kilometer utanför staden Modena i Emilia-Romagna i norra Italien. Han talade varmt om sin barndom trots att familjen hade lite pengar och bodde trångt. Enligt Pavarotti hade hans far en bra tenorröst, men hade undvikit en karriär som sångare på grund av sin rädsla för att uppträda inför en större publik. År 1943 (under andra världskriget) tvingades familjen bort från sin hemstad och hyrde under ett par år ett enkelrum hos en lantbrukare ute på landet. 
Pavarottis tidigaste musikaliska influenser kom från hans fars inspelningar av Beniamino Gigli, Giovanni Martinelli, Tito Schipa och Enrico Caruso. När han var cirka nio år började han sjunga med fadern i kyrkans kör. Han tog också sånglektioner för professor Dondi och hans fru.
Efter en uppväxt präglad av sport och studier tog Pavarotti examen från Schola Magistrale. Han försökte en tid i sin ungdom att göra karriär som fotbollsmålvakt men hans mor övertygade honom att i stället satsa på läraryrket och han arbetade också som sådan på grundskolenivå under ett par år. Hans stora intresse för musiken tog dock överhanden och insåg att det var den han borde inrikta sig på. Trots hans föräldrars tvivel fick han dock sin fars välsignelse att satsa på detta om han lovade att överge den ambitionen om han inte hade lyckats före sin 30-årsdag.
Vid fyllda 19 år inledde Pavarotti sin seriösa musikutbildning med musik- och sångstudier för Arrigo Pola, en respekterad lärare och tenor i Modena. Pola var den som först upptäckte Pavarottis enastående sångröst som ingav hans elev ett stort självförtroende. 
År 1955 fick Pavarotti fick sina första större framgångar som sångare i manskören Choral Rossini från Modena, där hans far också sjöng. Under året vann han flera priser och berättade senare att erfarenheterna under det året varit bland de viktigaste i hans liv. Det var då alla tvivel försvann och han insåg att han nu helhjärtat skulle satsa på en professionell sångkarriär. Det var också runt denna tid som Pavarotti för första gången mötte Adua Veroni, den operasångerska som senare skulle bli hans fru.
När hans lärare Arrigo Pola flyttade till Japan började Pavarotti i stället att studera för Ettore Campogalliani.
Samtidigt som han studerade hade han också ett deltidsjobb för att kunna försörja sig, först som grundskolelärare och senare som säljare av försäkringar. Under de första sex åren av sina musikstudier uppträdde han endast vid ett fåtal tillfällen och då på mindre orter och utan betalning. En stämbandsskada som hade börjat utvecklas höll på att sätta stopp för hans sångkarriär. Efter en konsert i Ferrara som blev en katastrof på grund av den tilltagande stämbandsskadan, bestämde han sig för att ge upp sångkarriären men tillfrisknade så småningom och återupptog sin sångutbildning.

### Professionell karriär
Pavarotti inledde sin professionella karriär som tenorsångare i mindre regionala operahus i Italien och gjorde i april 1961 sin debut i rollen som Rodolfo i La Bohème på Teatro Municipale i Reggio nell'Emilia.
Den 23 februari 1963 debuterade han vid Wiener Staatsoper i samma roll. I mars och april 1963 såg staden Pavarotti igen i rollen som Rodolfo och som Duca di Mantova i Rigoletto. Detta skedde samma år som hans första framträdande vid kungliga operan i London där han vikarierade för Giuseppe di Stefano som Rodolfo och fick goda recensioner.
Även om han nått en viss framgång så hade Pavarottis roller ännu inte gjort honom till den stjärna han senare skulle bli. Ett tidigt genombrott infann sig tack vare hans kontakt med operasångerskan Joan Sutherland och hennes make, dirigenten Richard Bonynge, som år 1963 hade sökt efter en ung tenor som var längre än hon själv och som kunde följa med henne på en turné i Australien. Pavarotti antog erbjudandet och duon gjorde mer än fyrtio framträdanden tillsammans under en 14 veckor lång turné i Australien. Det var under denna intensiva period som Pavarotti lärde sig Sutherlands speciella andningsteknik som han senare skulle komma att använda sig av under resten av sin karriär.
År 1964 gjorde han sin första skivinspelning. Det var för skivbolaget Decca Records, ett bolag som han skulle bli trogen under hela sitt liv. Inspelningen gavs ut som en EP-skiva och innehöll Puccinis Che gelida manina, från La Bohème, E lucevan le stelle, från Tosca samt tre arior från Verdis opera Rigoletto; Questa o quella, La donna è mobile och Parmi veder. 
Pavarotti gjorde sin USA-debut i februari 1965, när han sjöng i Donizettis Lucia di Lammermoor med Joan Sutherland i Miami och Fort Lauderdale. Den ordinarie tenoren var sjuk och Pavarotti blev erbjuden att ta dennes plats  eftersom han kunde rollen. Kort därefter, den 28 april, gjorde Pavarotti sin debut på La Scala i La Bohème tillsammans med operasångaren och sin barndomsvän Mirella Freni. 
Det var efter sitt första framförande som Tonio i Donizettis La fille du régiment vid Royal Opera i London samma år som Pavarotti fick epitetet kungen av höga C. 
Han var med om ännu ett stort genombrott i Rom den 20 november 1969 när han sjöng I Lombardi tillsammans med Renata Scotto. Detta, tillsammans med hans framförande av I Capuleti e i Montecchi med Aragall, som spelades in av ett privat skivbolag och spreds bland allmänheten. Tidiga reklaminspelningar inkluderade Donizetti och Verdis arior (arian från Don Sebastiano var särdeles högt uppskattad), samt en hel Kärleksdrycken tillsammans med Sutherland. 
Hans största genombrott dittills ägde rum i USA den 17 februari 1972 i La fille du régiment vid Metropolitanoperan i New York. Det var under detta framförandet som Pavarotti gjorde publiken entusiasmerad med sina nio med lätthet framförda höga C:n under operans signaturaria. Han applåderades in på scen 17 gånger. Han började uppträda i TV i mars 1977 och vann flera Grammies samt platinaskivor.
I juli 1976 debuterade Pavarotti vid Salzburgfestivalen, där han som soloartist framförde tillsammans med pianisten Leone Magiera. Pavarotti återvände till festivalen två år senare med ett framförande och som den italienske sångaren i Rosenkavaljeren. Han framträdde även vid festivalen 1983 med Idomeneo samt 1985 och 1988 som soloartist.
År 1977 skrevs en artikel om honom i Time Magazine. Samma år återvände Pavarotti för första gången på nästan 15 år till Wiener Staatsoper där han tillsammans med dirigenten Herbert von Karajan sjöng Manrico i Il Trovatore.
Under sin debut vid William Jewell College i Missouri i USA 1973 svettades Pavarotti på grund av nervositet och grep hårt om en näsduk under hela framträdandet. Denna näsduk skulle sedan bli standardrekvisita vid hans soloframträdanden.

### De tre tenorerna
Pavarotti blev mycket populär utanför den klassiska operavärlden när han började ge konserter tillsammans med två andra tenorer, Plácido Domingo och José Carreras i gruppen De tre tenorerna som hade sitt första framträdande i samband med fotbolls-VM i Italien 1990. Han gav också ut samlingsskivor med populära stycken från olika operor. Nessun dorma (svenska; "Ingen sover") från Puccinis opera Turandot kom med tiden att bli ett av de mest populära styckena och intimt förknippad med just Luciano Pavarotti. De tre tenorerna, som totalt gav 34 konserter, blev en stor publiksuccé världen över som på ett helt nytt sätt förde ut operamusiken till en bredare publik. Bland de mest bejublade framträdandena var en konsert i Central Park i New York 1993 som samlade en publik på över en halv miljon människor. De mer konservativa operavännerna ansåg att de tre tenorerna ägnade sig för mycket åt publikfriande verksamhet där de "plockat russinen ur kakan" och menade att en opera är en sång- och teaterföreställning där man inte kan bryta ut ett enskilt stycke ur sitt sammanhang.

### Film och television
Pavarotti medverkade i den romantiska komedin Yes, Giorgio (1982), som sågades helt av kritikerna. Han blev mer framgångsrik i Jean-Pierre Ponnelles filmatisering av Rigoletto från samma år, eller de tjugotal operaframträdanden som spelades in för tv mellan 1978 och 1994 som dessutom finns tillgängliga på dvd. De flesta av dessa framfördes vid Metropolitan Opera i New York.

### Arbeten för välgörande ändamål
Pavarotti var varje år värd för välgörenhetsgalan Pavarotti and Friends i sin hemstad Modena i Italien. Till evenemanget bokade han sångare från alla delar av världen och musikindustrin med målet att samla ihop pengar till flera FN-ändamål. Konserter hölls för offren av krig och konflikter i bland annat Bosnien-Hercegovina, Guatemala, Kosovo och Irak. Efter kriget i Bosnien-Hercegovina finansierade han och etablerade Pavarotticentrat för musik i den södra staden Mostar. Målet var att ge bosniska artister en chans att utveckla sina färdigheter. För dessa bidrag har staden Sarajevo utnämnt honom till hedersmedborgare.
Han sjöng på flera välgörenhetsgalor för att samla in pengar till offren för tragedier såsom jordbävningen 1988 i området kring staden Spitak i norra Armenien som dödade 25000 människor.
Pavarotti var god vän med prinsessan Diana. De samlade tillsammans ihop pengar för röjning av landminor runt om i världen. Han tillfrågades om han ville sjunga vid Dianas begravning, men tackade nej då han kände att han inte kunde sjunga bra med "sorgen i halsen". Han närvarade dock vid begravningsceremonin.
Genom de välgörenhetskonserter han gav runt om världen under många år och andra insatser har han samlat in mer pengar till välgörande ändamål än någon annan enskild person.[källa behövs]

### Slutet
Pavarottis alltmer tilltagande vikt under de senare åren gjorde att han fick svårigheter att röra sig på scenen. Hans sista framträdande på operascenen var i mars 2004 på Metropolitan i New York. År 2005 uppträdde Pavarotti för sista gången i Sverige, då tillsammans med Norrköpings symfoniorkester i Globen i Stockholm. Hans allra sista uppträdande var vid invigningen av Olympiska vinterspelen i Turin 2006 som direktsändes i TV över hela världen, där han framförde sången Nessun dorma för sista gången. Ett uppträdande som gjordes med hjälp av playback.

### Pavarottis sjukdom och död
Under sin internationella avskedsturné i juli 2006 fick Pavarotti diagnosen cancer i bukspottskörteln. Han vägrade acceptera att detta skulle betyda slutet och genomgick en rad svåra operationer samtidigt som han planerade att fullgöra sina turnébokningar. Den 6 september 2007 meddelades att Luciano Pavarotti hade avlidit i sviterna av cancern i bukspottskörteln.
Pavarotti ligger begraven i Montale, söder om själva Modena.

## Utmärkelser
- 1978 invaldes han som hedersmedlem i en studentförening för musikämnets utveckling vid University of Miami.
- 1998 blev han utnämnd till FN:s fredsbudbärare och använde ofta sitt kändisskap för att skapa medvetenhet kring frågor som hiv, barnens rätt, slumproblem och fattigdom.
- 1998 utnämndes han till årets personlighet av National Academy of Recording Arts and Sciences, ett pris som bara ges ut till personer som gjort framstående humanitära insatser.
- 2001 mottog Pavarotti Nansenmedaljen från FN:s flyktingkommissariat för sina insatser för insamlandet till flyktingar runt om i världen. Genom välgörenhetskonserter världen över och andra insatser har han samlat in mer pengar till välgörenhet än någon annan enskild person.
- Asteroiden 5203 Pavarotti.[17]

Bland många andra hedersutmärkelser som han mottagit kan också nämnas The Freedom of London Award och Röda korsets utmärkelse för humanitära hjälpinsatser.